# Метеор (объективы)

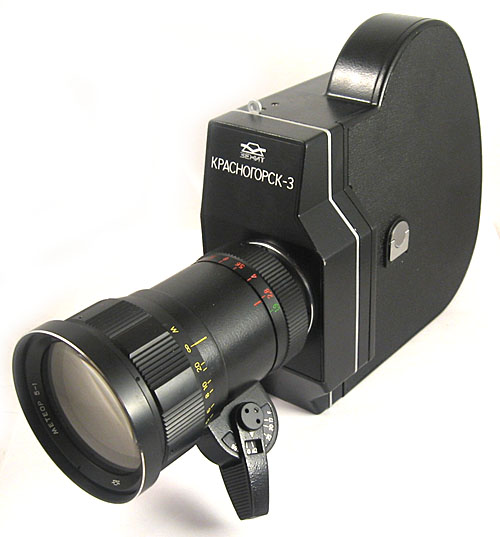
Объектив «Метеор-5-1» с резьбовым креплением на кинокамере
«Красногорск-3»

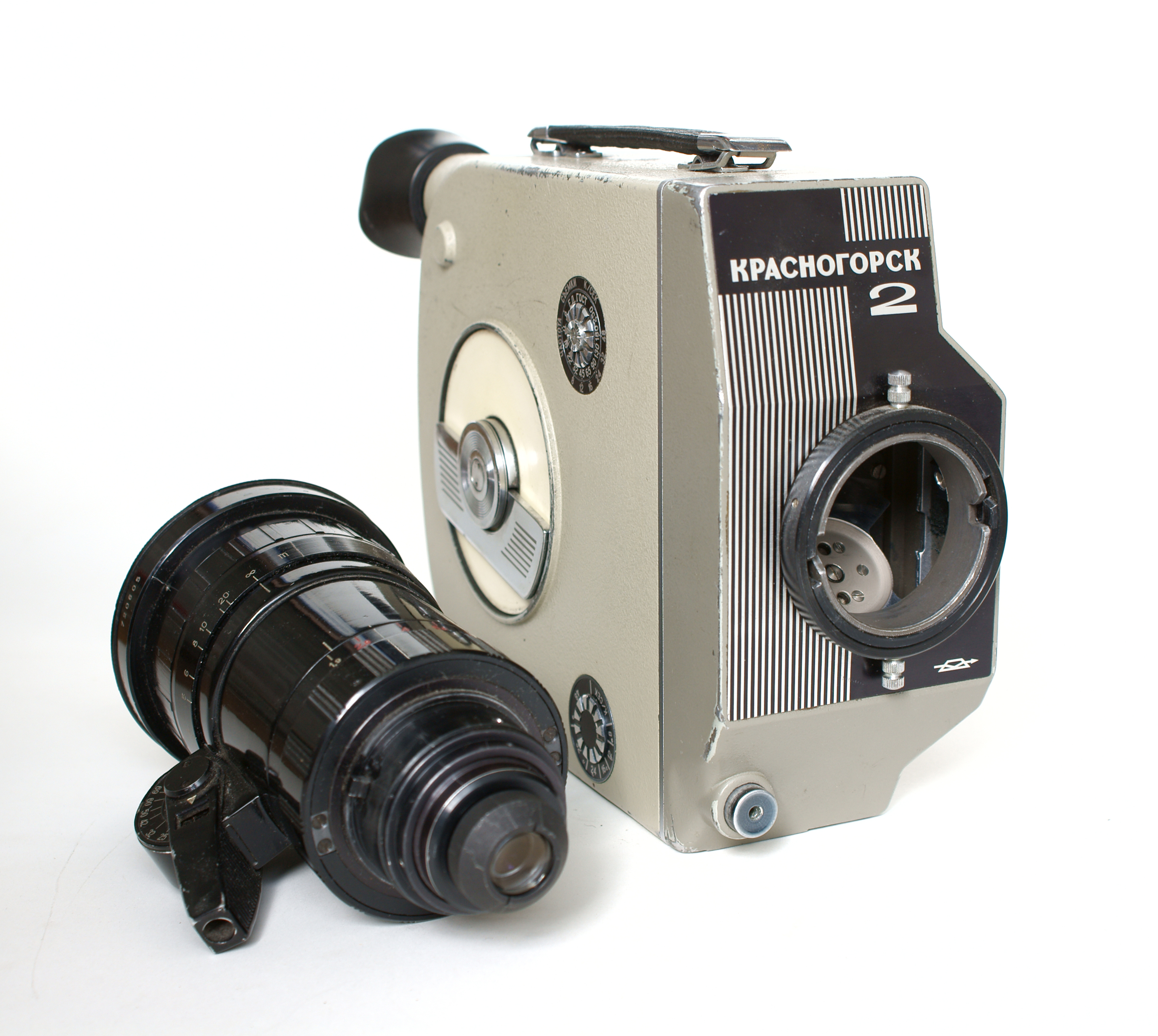
Байонетное крепление объектива «Метеор-5-1» на кинокамере
«Красногорск-2»

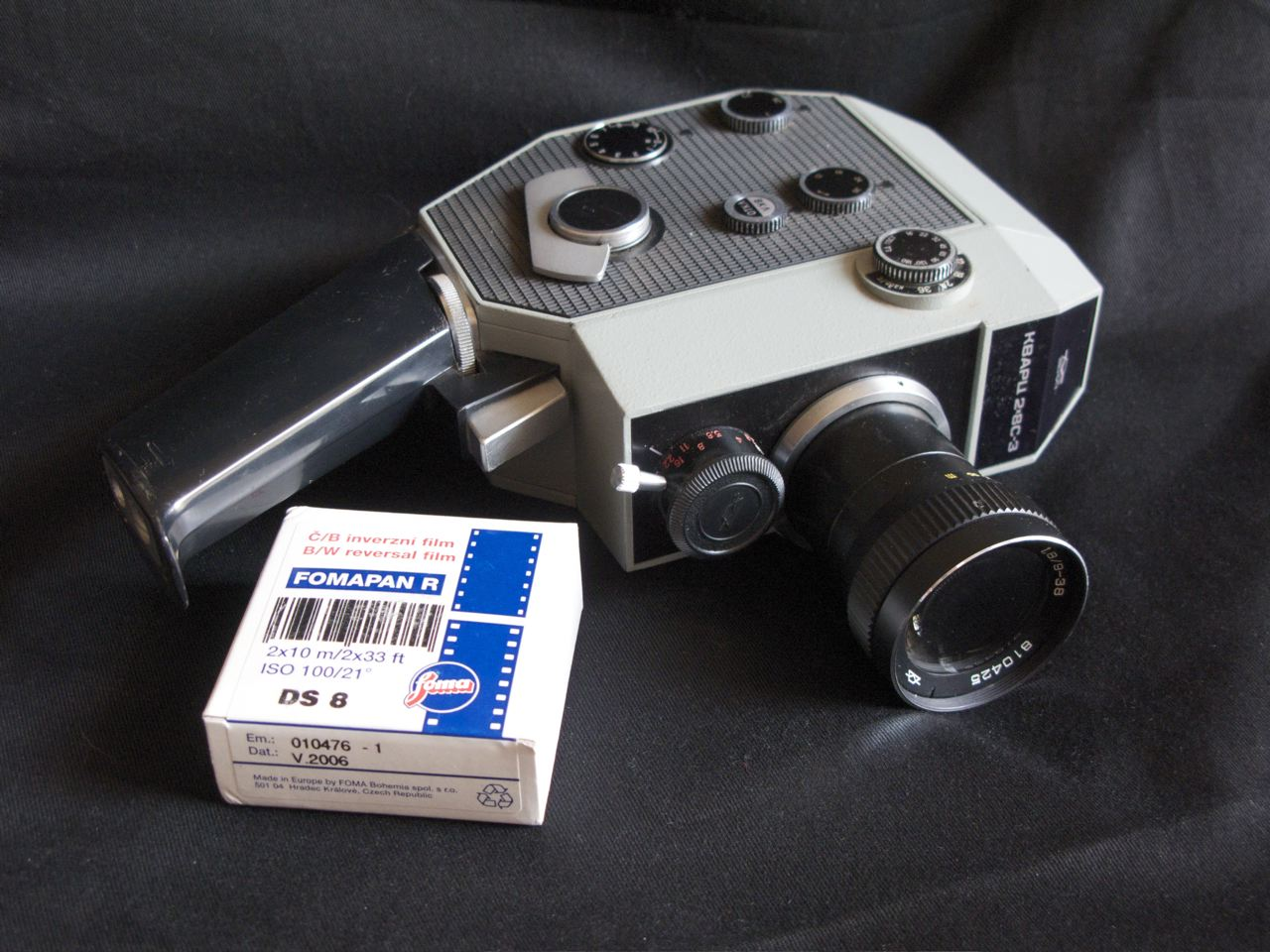
Объектив «Метеор-8М» на кинокамере
«Кварц-2×8С-3»

Метео́р — название семейства советских киносъёмочных объективов с переменным фокусным расстоянием.
Разработаны и выпускались на Красногорском механическом заводе, предназначались для 8-мм и 16-мм кинокамер собственного производства.
Оптическая схема «Метеор» состоит из 18 линз в общей оправе. Из 5 линз в 4 компонентах состоит основной объектив, сфокусированный на «бесконечность», а 13 линз в 9 компонентах образуют афокальную насадку. Афокальная насадка является элементом системы переменного увеличения и фокусировки. Второй и четвертый компоненты предназначены для изменения фокусного расстояния, а третий и пятый для исправления аберраций. Фокусировка производится первым компонентом.

## Модели

### «Метеор-5-1»
«Метеор-5-1» — объектив для 16-мм кинокамер «Красногорск-2» и «Красногорск-3» с размером кадра 7,45×10,05 мм.
Выпускался в двух модификациях:
- «Метеор-5-1» с байонетом оригинальной конструкции для кинокамер «Красногорск-2» и «Красногорск-3» ранних выпусков[2].
- «Метеор 5-1» с резьбовым соединением M42×1/45,5 для кинокамер «Красногорск-3» поздних выпусков[3].

### «Метеоры» для 8-мм любительских кинокамер
Для 8-мм любительских кинокамер семейства «Кварц» (формат киноплёнки 8 мм, 2×8 мм, 2×8 Супер, Супер 8) предназначались несъёмные киносъёмочные объективы «Метеор-2», «Метеор-2-3», «Метеор-8М» и «Метеор-8М-1».
| Объектив              | Фокусное расстояние | Относительное отверстие | Кинокамера Размер кадра, мм            |
| --------------------- | ------------------- | ----------------------- | -------------------------------------- |
| Метеор-2              | 9 — 36              | 1,9                     | Кварц-2 3,55×4,9                       |
| Метеор-2-3            | 9 — 36              | 2,4                     | Кварц-5 3,55×4,9                       |
| Метеор-5-1            | 17 — 69             | 1,9                     | Красногорск-2 Красногорск-3 7,45×10,05 |
| Метеор-8М Метеор-8М-1 | 9 — 38              | 1,8                     | Кварц-2×8С-3 Кварц-1×8С-2 4,22×5,69    |

«Метеор-9» 25—100мм ƒ3,8 без логотипа завода (предположительно ЛОМО) с посадочной резьбой 36 мм и квадратным креплением с 4 отверстиями по углам.